# Liste von Burgen, Schlössern und Festungen im Département Orne
Die Liste von Burgen, Schlössern und Festungen im Département Orne listet bestehende und abgegangene Anlagen im Département Orne auf. Das Département zählt zur Region Normandie in Frankreich.

Wappen des Départements Orne (61)
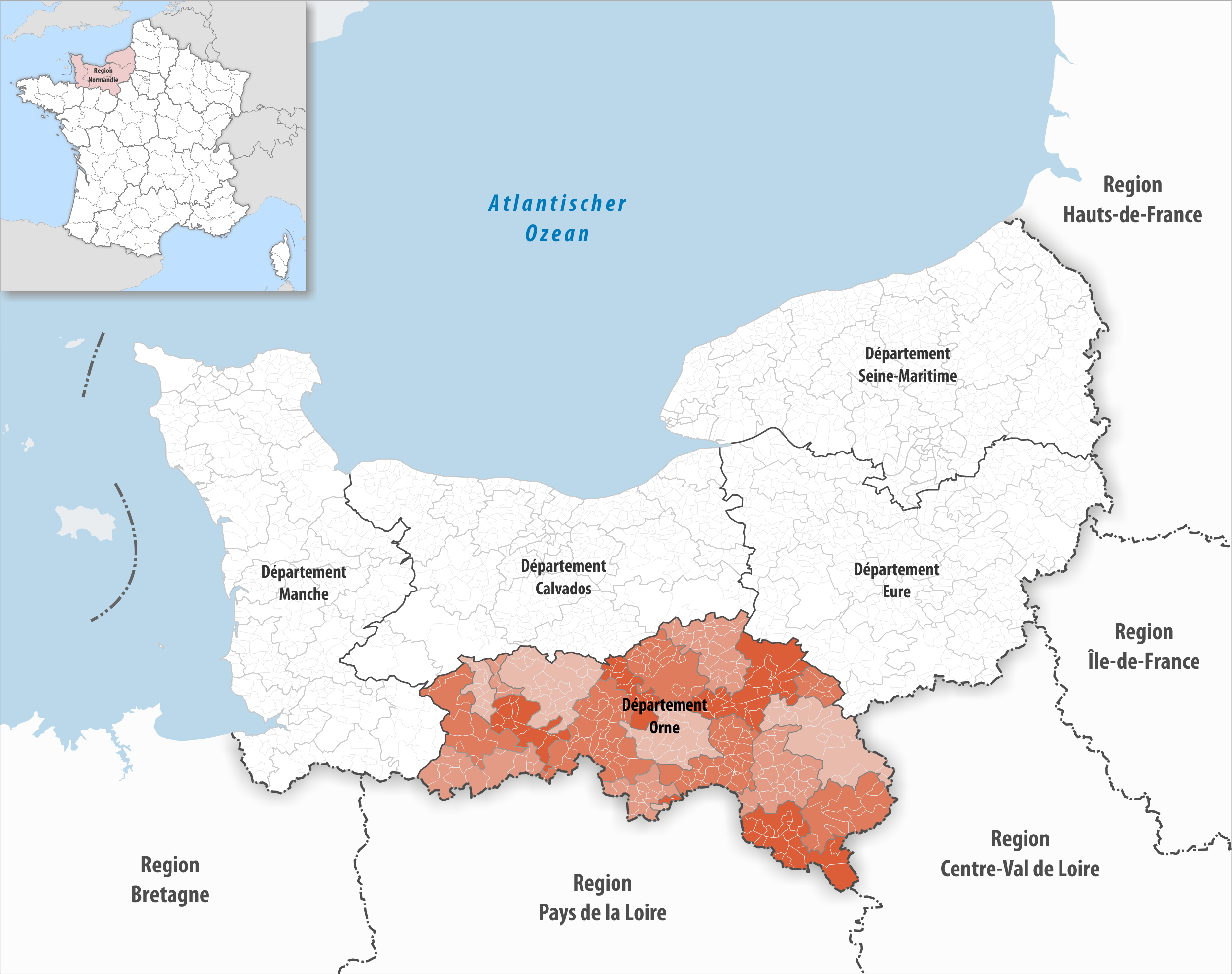
Lage des Départements Orne in der Region Normandie
Lage der Region Normandie in Frankreich

## Liste
Bestand am 10. Oktober 2022: 50
| Name deu / fra                                                | Gemeinde / Lage                                 | Typ (Untertyp)       | Bemerkungen                                                                                            | Bild |
| ------------------------------------------------------------- | ----------------------------------------------- | -------------------- | --- | ---- |
| Schloss Argentan Château des Ducs                             | Argentan 48,74306° N, 0,01972° W                | Schloss              | Heute der Justizpalast                                                                                 |      |
| Palais Argentré Palais d'Argentré                             | Sées 48,604911° N, 0,173694° O                  | Schloss (Palais)     | Ehemaliger Bischofssitz                                                                                |      |
| Herrenhaus La Baronnie Manoir de la Baronnie                  | Boischampré                                     | Schloss (Herrenhaus) | |      |
| Schloss Beaufossé Château de Beaufossé                        | Essay 48,554378° N, 0,258448° O                 | Schloss              | |      |
| Herrenhaus La Bérardière Manoir de la Bérardière              | Saint-Bômer-les-Forges 48,651553° N, 0,64675° W | Schloss (Herrenhaus) | |      |
| Herrenhaus La Bonnerie Manoir de la Bonnerie                  | Essay                                           | Schloss (Herrenhaus) | |      |
| Schloss Le Bourg-Saint-Léonard Château du Bourg-Saint-Léonard | Gouffern en Auge 48,767556° N, 0,102083° O      | Schloss              | Im Ortsteil Le Bourg-Saint-Léonard                                                                     |      |
| Herrenhaus La Bouverie Manoir de la Bouverie                  | Mardilly 48,826944° N, 0,280694° O              | Schloss (Herrenhaus) | |      |
| Herrenhaus Bray Manoir de Bray                                | Igé                                             | Schloss (Herrenhaus) | |      |
| Schloss Carrouges Château de Carrouges                        | Carrouges 48,560139° N, 0,154316° W             | Schloss              | |      |
| Burg Chambois Château de Chambois                             | Gouffern en Auge 48,8056° N, 0,10694° O         | Burg (Turm)          | Nur der massive Wehrturm (Donjon) ist erhalten, im Ortsteil Chambois                                   |      |
| Herrenhaus La Chaslerie Manoir de la Chaslerie                | Domfront-en-Poiraie 48,6175° N, 0,68278° W      | Schloss (Herrenhaus) | |      |
| Herrenhaus La Cocardière Manoir de la Cocardière              | Guerquesalles 48,90722° N, 0,21667° O           | Schloss (Herrenhaus) | |      |
| Herrenhaus La Cour Manoir de la Cour                          | Putanges-le-Lac                                 | Schloss (Herrenhaus) | |      |
| Schloss Chèreperrine Château de Chèreperrine                  | Origny-le-Roux                                  | Schloss              | |      |
| Schloss Corru Château de Corru                                | Beaufai                                         | Schloss              | |      |
| Schloss Couterne Château de Couterne                          | Rives d’Andaine 48,5352° N, 0,4133° W           | Schloss              | Im Ortsteil Couterne                                                                                   |      |
| Burg Domfront Château de Domfront                             | Domfront-en-Poiraie 48,59417° N, 0,65222° W     | Burg                 | Ruine, im Ortsteil Domfront                                                                            |      |
| Schloss Les Feugerets Château des Feugerets                   | La Chapelle-Souëf 48,33556° N, 0,58972° O       | Schloss              | |      |
| Schloss Flers Château de Flers                                | Flers 48,75083° N, 0,57556° W                   | Schloss              | Heute Rathaus und Museum für Kunst und Regionalgeschichte                                              |      |
| Burg Gacé Château de Gacé                                     | Gacé                                            | Burg                 | Heute das Rathaus (Mairie) und Museum                                                                  |      |
| Herrenhaus La Grande-Rosière Manoir de la Grande-Rosière      | Montchevrel 49,067568° N, 0,782534° O           | Schloss (Herrenhaus) | |      |
| Herrenhaus La Guyardière Manoir de la Guyardière              | Domfront-en-Poiraie                             | Schloss (Herrenhaus) | |      |
| Herrenhaus La Guyonnière Manoir de la Guyonnière              | Tinchebray-Bocage 48,731919° N, 0,813755° W     | Schloss (Herrenhaus) | |      |
| Schloss Le Haras du Pin Château du haras du Pin               | Le Pin-au-Haras                                 | Schloss              | Beherbergt seit 1715 das nationale Pferdegestüt von Pin, wird auch das „Versailles der Pferde“ genannt |      |
| Burg der Herzöge von Alençon Château des ducs d'Alençon       | Alençon 48,429613° N, 0,083254° O               | Burg                 | |      |
| Kapelle der Herzöge von Alençon Chapelle des ducs d'Alençon   | Essay 48,5433° N, 0,2467° O                     | Burg (Motte)         | Auf einer ehemaligen mittelalterlichen Motte errichtet                                                 |      |
| Burg Jumilly Château de Jumilly                               | Saint-Bômer-les-Forges                          | Burg                 | Ruine                                                                                                  |      |
| Schloss Livet Château de Livet                                | Beaufai                                         | Schloss              | |      |
| Schloss Lonné Château de Lonné                                | Igé 48,3004° N, 0,5244° O                       | Schloss              | |      |
| Schloss Marcère Château de Marcère                            | Messei                                          | Schloss              | Heute das Rathaus (Mairie)                                                                             |      |
| Burg Marchainville Château de Marchainville                   | Longny les Villages 48,584444° N, 0,8125° O     | Burg                 | Ruine, im Ortsteil Marchainville                                                                       |      |
| Schloss Médavy Château de Médavy                              | Médavy 48,67861° N, 0,09778° O                  | Schloss              | |      |
| Burg Messei Château de Messei                                 | Messei 48,705651° N, 0,540359° W                | Burg                 | Abgegangene mittelalterliche Burg mit 12 Türmen                                                        |      |
| Schloss Morthimer Château de Monthimer                        | Médavy 48,39352° N, 0,451885° O                 | Schloss              | Im Ortsteil La Perrière                                                                                |      |
| Herrenhaus La Nocherie Manoir de la Nocherie                  | Saint-Bômer-les-Forges                          | Schloss (Herrenhaus) | |      |
| Schloss O Château d'Ô                                         | Mortrée 48,6479° N, 0,0875° O                   | Schloss              | |      |
| Schloss Rabodanges Château de Rabodanges                      | Putanges-le-Lac 48,805° N, 0,29056° W           | Schloss              | Im Ortsteil Rabodanges                                                                                 |      |
| Schloss Le Repas Château du Repas                             | Putanges-le-Lac 48,7682° N, 0,3572° W           | Schloss              | Im Ortsteil Chênedouit                                                                                 |      |
| Burg Roche d’Igé Château de Roche d'Igé                       | Igé 48,32306° N, 0,49917° O                     | Burg (Motte)         | Abgegangene Erd-/Turmhügelburg (Motte)                                                                 |      |
| Schloss Saint-Christophe Château de Saint-Christophe          | Boischampré                                     | Schloss              | |      |
| Schloss Sassy Château de Sassy                                | Boischampré 48,6556° N, 0,00083° O              | Schloss              | Im Ortsteil Saint-Christophe-le-Jajolet                                                                |      |
| Herrenhaus La Saucerie Manoir de la Saucerie                  | Domfront-en-Poiraie 48,596995° N, 0,714224° W   | Schloss (Herrenhaus) | |      |
| Schloss Tercey Château de Tercey                              | Boischampré                                     | Schloss              | |      |
| Schloss Le Tertre Château du Tertre                           | Belforêt-en-Perche                              | Schloss              | Im Ortsteil Sérigny                                                                                    |      |
| Schloss Vaugeois Château de Vaugeois                          | Saint-Ouen-le-Brisoult 48,48806° N, 0,35389° W  | Schloss              | Im Ortsteil Montreuil                                                                                  |      |
| Schloss La Ventrouze Château de La Ventrouze                  | La Ventrouze 48,610812° N, 0,69822° O           | Schloss              | |      |
| Schloss Villiers Château de Villiers                          | Essay 48,563679° N, 0,224886° O                 | Schloss              | |      |
| Schloss Le Vieux-Beaufai Château du Vieux-Beaufai             | Beaufai                                         | Schloss              | |      |
| Schloss Vimer Château de Vimer                                | Guerquesalles 48,9067° N, 0,2338° O             | Schloss              | |      |